# 船长克拉克
《船长克拉克》是法国制作的一部儿童题材的动画片，该作主要讲述的是船长克拉克和队员击败宇宙怪物的故事。该动画于2010年上映。

## 剧情
在宇宙中，有一群动物拟人的船员们，在这之中，船长克拉克带领船员们来击败宇宙中的怪物。

## 配音表
- Alexandre Nguyen
- Geneviève Doang
- Stéphane Ronchewski
- Yann Le Madic
- Gilbert Lévy
- Olivier Podesta
- Hervé Grull
- Sophie Baranes
- Caroline Combes
- Gaëlle Pavillon

## 上映时间
- 英国：2011–2012
- 爱尔兰：2011–2012
- 意大利：2012–2013
- 南非：2012–2013

## 外部連結
- 豆瓣电影上《船长克拉克》的資料 （简体中文）
- 互联网电影数据库（IMDb）上《船长克拉克》的资料（英文）
- 官方频道 （页面存档备份，存于）